# (3389) Sinzot
(3389) Sinzot – planetoida z pasa głównego asteroid okrążająca Słońce w ciągu 4 lat i 225 dni w średniej odległości 2,77 j.a. Została odkryta 25 lutego 1984 roku w Obserwatorium La Silla przez Henriego Debehogne. Nazwa planetoidy pochodzi od nazwiska rodowego babci odkrywcy. Przed jej nadaniem planetoida nosiła oznaczenie tymczasowe (3389) 1984 DU.